# Suriden

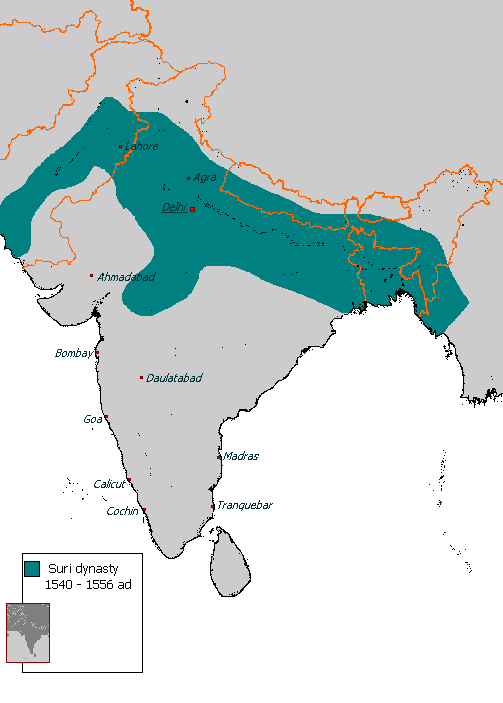
Suriden-Reich

Die Suriden (auch Suri-Dynastie) waren vom Stamme Kakar, einer paschtunischen Stamm, die den Norden Indiens von 1540 bis 1555/56 n. Chr. beherrschte.

## Geschichte
Die Dynastie wurde von dem Eroberer oder Usurpator Sher Shah Suri nach seiner Niederwerfung des Mogul-Herrschers Humayun in der Schlacht von Chausa (1539) gegründet. Ihre Herrschaft wurde durch die Restauration des Mogulreiches beendet.

## Herrscher der Suri-Dynastie
- Sher Shah Suri (reg. 1540–1545)
- Islam Shah Suri (reg. 1545–1554)
- Firuz Shah Suri (reg. 1554)
- Muhammad Adil Shah Suri (reg. 1554–1555; † 1557)
- Ibrahim Shah Suri (reg. 1555; † 1567/8)
- Sikandar Shah Suri (reg. 1555; † 1559)

## Hemu
Hemu, Hindu-General und erster Minister von Adil Shah, trat nach seinem Sieg in der Schlacht von Tughlaqabad als Thronprätendent auf, wurde aber in der zweiten Schlacht von Panipat am 5. November 1556 tödlich verwundet und enthauptet, wodurch der Weg für den damals erst 14-jährigen Mogulherrscher Akbar I. frei wurde.